# Dacići
Dacići (cyr. Дацићи) – wieś w Czarnogórze, w gminie Rožaje. W 2011 roku liczyła 375 mieszkańców.